# تپه خان‌آباد
تپه خان‌آباد مربوط به عصر مفرغ ـ گودین III است و در شهرستان خرم‌آباد، بخش پاپی، دهستان سپیددشت، شرق روستای خان‌آباد واقع شده و این اثر در تاریخ ۸ بهمن ۱۳۸۵ با شمارهٔ ثبت ۱۷۰۰۲ به عنوان یکی از آثار ملی ایران به ثبت رسیده است.